# پاملا هریمن
پاملا هریمن (انگلیسی: Pamela Harriman; ۲۰ مارس ۱۹۲۰ – ۵ فوریهٔ ۱۹۹۷) یک دیپلمات اهل بریتانیا بود.